# Lucy Wanjiru
Lucy Wanjiru es una deportista keniana que compitió en atletismo adaptado. Ganó cuatro medallas en los Juegos Paralímpicos de Verano entre los años 1980 y 1988.

## Palmarés internacional
| Juegos Paralímpicos | Juegos Paralímpicos                                        | Juegos Paralímpicos | Juegos Paralímpicos |
| Año                 | Lugar                                                      | Medalla             | Prueba              |
| ------------------- | ---------------------------------------------------------- | ------------------- | ------------------- |
| 1980                | Arnhem (Países Bajos)                                      | Medalla de oro      | Jabalina 3          |
| 1984                | Nueva York (Estados Unidos) Stoke Mandeville (Reino Unido) | Medalla de bronce   | Jabalina 3          |
| 1988                | Seúl (Corea del Sur)                                       | Medalla de plata    | Jabalina 3          |
| 1988                | Seúl (Corea del Sur)                                       | Medalla de bronce   | Peso 3              |